# إنكانتو (فلم)
إنكانتو (بالإنجليزية: Encanto) هو فيلم كوميدي خيالي موسيقي أمريكي رسوم متحركة بالكمبيوتر لعام 2021 من إنتاج استوديوهات والت ديزني للرسوم المتحركة وتوزيعه بواسطة استوديوهات والت ديزني. الفيلم الستون الذي أنتجه الاستوديو، أخرجه جاريد بوش وبايرون هوارد، وشارك في الإخراج تشاريس كاسترو سميث، الذي شارك في كتابة السيناريو مع بوش، وأنتجته إيفيت ميرينو وكلارك سبنسر، بأغاني أصلية للين- مانويل ميراندا. يتألق الفيلم بأصوات ستيفاني بياتريس، ماريا سيسيليا بوتيرو، جون ليجويزامو، ماورو كاستيلو، جيسيكا دارو، أنجي سيبيدا، كارولينا جيتان، ديان غيريرو، ويلمر فالديراما. وأحفادهم - باستثناء ميرابيل مادريغال (بياتريز) - يتلقون هدايا سحرية من معجزة تساعدهم في خدمة الناس في مجتمعهم الريفي الذي يسمى انكانتو. عندما علمت ميرابل أن الأسرة تفقد سحرها، شرعت في اكتشاف ما يحدث وإنقاذ عائلتها ومنزلهم السحري.
تم عرض الفيلم لأول مرة في مسرح الكابيتان في لوس أنجلوس في 3 نوفمبر 2021، وتم إصداره في المسارح الأمريكية والكندية في 24 نوفمبر على مدار 30 يومًا استجابة لوباء COVID-19. حققت أكثر من 248 مليون دولار في جميع أنحاء العالم مقابل ميزانية قدرها 120-150 مليون دولار، وحقق نجاحًا تجاريًا أوسع عندما تم إصدارها على منصة ديزني+ في 24 ديسمبر 2021. وانتشرت الموسيقى التصويرية ووصلت إلى المرتبة الأولى على قوائم بيلبوارد 200 الأمريكية والألبومات المجمعة في المملكة المتحدة؛ كانت أغنيتا «نحن لا نستطيع التحدث عن برونو» و «ضغط السطح» من أكثر الأغاني نجاحًا، حيث تصدرت الأغنية السابقة كلاً من مخطط بيلبوارد اوت 100 في الولايات المتحدة والمخطط الفردي في المملكة المتحدة لعدة أسابيع.
عند إصداره، تلقى الفيلم إشادة من النقاد لتوصيفها وموسيقاها ورسومها المتحركة وتمثيلها الصوتي وعمقها العاطفي وإخلاصها الثقافي. وصفت المراجعات المختلفة الواقعية السحرية والصدمة عبر الأجيال بأنها المفاهيم الأساسية للفيلم. تلقى الفيلم العديد من الجوائز، وحصل على ترشيحات لجوائز من دوائر نقدية مختلفة. وقد حاز على جائزة الجولدن جلوب لأفضل فيلم رسوم متحركة طويل، وجائزة بافتا لأفضل فيلم رسوم متحركة، وجائزة المجلس الوطني للمراجعة لأفضل فيلم رسوم متحركة. في حفل توزيع جوائز الأوسكار رقم 94، تم ترشيح الفيلم لأفضل فيلم رسوم متحركة، بينما تنافست نتيجته وأغنيته «اثنين من اليرقات» على أفضل نتيجة أصلية وأفضل أغنية أصلية على التوالي.

## القصة
أجبر نزاع مسلح بيدرو وألما مادريجال، وهما زوجان شابان، على الفرار من قريتهم الأصلية في كولومبيا مع أطفالهما الثلاثة الصغار جولييتا وبيبا وبرونو. بعد أن قتل المهاجمون بيدرو، اكتسبت شمعة ألما بأعجوبة الصفات السحرية، حيث قامت بتفجيرهم بعيدًا وإنشاء منزل واعي («كاسيتا») للعائلة لتعيش داخل انكانتو، عالم سحري تحده الجبال العالية.
بعد خمسين عامًا، تزدهر قرية جديدة تحت حماية الشمعة، ويمنح سحرها «هدايا» لكل من سلالة مادريجال في سن الخامسة والتي يستخدمونها لخدمة القرويين. ومع ذلك، فقد اختفى برونو، الذي تعرض للسمعة والتشهير بسبب موهبته في الإدراك المسبق، قبل عشر سنوات، بينما لم تُمنح ابنة جولييتا الصغرى، ميرابل البالغة من العمر 15 عامًا، هديتها الخاصة. في عيد ميلاده الخامس، يكتسب أنطونيو، أصغر أبناء بيبا، القدرة على التواصل مع الحيوانات، وتقف العائلة لالتقاط صورة، باستثناء ميرابل عن غير قصد.
بعد مغادرتها الاحتفال، ترى ميرابل فجأة أن الكاسيتا يتشقق وشعلة الشمعة تتأرجح، لكن تحذيراتها تذهب أدراج الرياح عندما تبدو كاسيتا غير متضررة للآخرين. بعد سماع ألما وهي تصلي، قررت ميرابل إنقاذ سحر المعجزة. في اليوم التالي، تحدثت إلى أختها الكبرى لويزا، التي اعترفت بأنها غارقة في التزاماتها شبه الدائمة، ثم اقترحت أن غرفة برونو، في برج محظور في كاسيتا، قد تفسر هذه الظاهرة. هناك، تكتشف ميرابل كهفًا وتستعيد قطعًا من لوح زجاجي غير شفاف من الزمرد يصور صورة لها. بعد ذلك، انهار الكهف وهي بالكاد تهرب. في الخارج، تكتشف لويزا أن موهبتها تضعف.
بعد أن ذكّرتها عائلتها بسبب تشويه سمعة برونو، تعيد ميرابل تجميع الزجاج، وتصور صورة لها تقف دون أن تصاب بأذى أمام كاسيتا المكسورة، وتظن أنها ستدمر الأسرة. في وقت لاحق من ذلك المساء، من المقرر أن تشارك إيزابيلا، أخت ميرابيل الكبرى، والتي يمكنها أن تجعل النباتات والزهور تنمو كما تشاء، من جارتها ماريانو جوزمان. بعد عشاء محرج، تكشف دولورس، ابنة عم ميرابل الكبرى، الذي تمتلك سمعًا خارقًا، اكتشاف ميرابل للجميع، مما تسبب في انكسار كاسيتا مرة أخرى، مما أدى إلى تدمير الليل واقتراح ماريانو عندما تستحضر بيبا التي تتحكم في الطقس عن غير قصد أمطارًا غزيرة.
بينما يفر الجميع من الفوضى، تتبع ميرابل مجموعة من الفئران وتكتشف ممرًا سريًا خلف صورة حيث تجد برونو. يكشف أنه كسر الرؤية لتجنب تأليب ميرابل ضد الأسرة وأهل البلدة واختار النفي داخل الأسوار للبقاء في مكان قريب. بناءً على إلحاح من ميرابل، يستحضر برونو على مضض رؤية أخرى تشبه في البداية الرؤية السابقة، ولكن ظهرت بعد ذلك فراشة ذهبية، مما جعل الرؤية تظهر لها وهي تعانق إيزابيلا بدلاً من ذلك. تعتذر ميرابل على مضض لإيزابيلا، التي اعترفت فجأة بأنها لا تريد الزواج من ماريانو وأنها مثقلة بصورتها المثالية. تساعد ميرابل إيزابيلا على قبول نفسها الحقيقية والناقصة وتقبلها وتقوي الشمعة وتعالج التشققات. ومع ذلك، ترى ألما الزوج وتتهم ميرابل بالتسبب في مصائب الأسرة على الرغم من عدم حصولها على هدية. ميرابل أخيرًا تنقض على ألما، ملقيةً اللوم على طبيعتها المتعجرفة لإضعاف سحر العائلة.
حجتهم تضعف الشمعة مرة أخرى، محدثة صدعًا يقسم جبلًا قريبًا ويدمر كاسيتا. على الرغم من جهود ميرابل، إلا أن الشمعة تحترق في يديها. في حين أن مادريغال التي لا حول لها ولا قوة الآن تقيّم الضرر، يغادر ميرابل المليء بالذنب المدينة. بعد عدة ساعات، وجدت ألما ميرابل باكية عند النهر حيث مات بيدرو وتشرح كيف أنها، عازمة على الحفاظ على السحر، تجاهلت كيف أن توقعاتها الخاصة تضر بالعائلة وتتحمل أخيرًا المسؤولية عما حدث. بعد سماع القصة الدرامية المأساوية لألما، ردت ميرابل أنه على الرغم من عيوبها، فقد وحدت ألما وحمت الأسرة طوال هذه السنوات. يتصالحون كما تطير فراشة ذهبية الماضي؛ يصل برونو ويواجه ألما للدفاع عن ميرابل، ولكن بشكل غير متوقع يهتف لها بعودته. يجتمعون مرة أخرى مع مادريجال، وسكان البلدة يساعدون الأسرة في إعادة بناء كاسيتا. أخيرًا، أعطت مادريجالس ميرابل مقبض باب جديدًا محفورًا بحرف M ، يمثل كلاً من العائلة بأكملها وهي على حدة. إنها تعلقها بالباب الأمامي، وتستعيد سحر كاسيتا، والأسرة، والعائلة بأكملها. يحتفلون بصورة جماعية أخرى تتضمن ميرابل وبرونو.

## روابط خارجية
- الموقع الرسمي
- مقالات تستعمل روابط فنية بلا صلة مع ويكي بيانات

لا توجد روابط لمواقع التواصل الاجتماعي.